# Balta brunnea
Balta brunnea är en kackerlacksart som först beskrevs av Lucien Chopard 1924.  Balta brunnea ingår i släktet Balta och familjen småkackerlackor.
Artens utbredningsområde är Nya Kaledonien. Inga underarter finns listade.